# انتفاضة الخريف 1946
انتفاضة الخريف في 1946 في كوريا كانت انتفاضة للفلاحين في المقاطعات الجنوبية من كوريا ضد سياسات حكومة جيش الولايات المتحدة في كوريا التي يترأسها الجنرال جون آر هودج، وهدفت الانتفاضة إلى إعادة السلطة للجان الشعبية التي تكونت منها جمهورية كوريا الشعبية. سُميت الانتفاضة أيضًا باسم انتفاضة دايجو وحركة مقاومة دايجو. اختارت مفوضية الحقيقة والمصالحة لكوريا الجنوبية اسم حادثة أكتوبر في دايجو لوصف هذا الحدث.
بدأت الانتفاضة في بوسان في سبتمبر 1946 وانتشرت تباعًا في سيؤل ودايجو وجيونجسانج الشمالية وجيونجسانج الجنوبية وتشنجتشونج الجنوبية وجولا الجنوبية، وانتهت في منتصف نوفمبر. كان المحتجون يرغبون أيضًا في ظروف عمل أفضل، وأجور أعلى، وحق إنشاء التنظيمات وإطلاق سراح المعتلقين السياسيين.
في 1 أكتوبر، 1946، تجمع آلاف العمال في محطة دايجو للاحتجاج على سياسات الولايات المتحدة. رمى المتظاهرون الحجارة على الشرطة وصاحوا «اقتلوا الشرطة!» وردًّا على هذا العمل، أطلقت الشرطة النار على هوانج مال-يونج، وهو عامل مصنع. في 2 أكتوبر، أحضر اليساريون 4 جثث لمرضى توفوا بداء الكوليرا من مستشفى دايجو الجامعية، وقالوا أن الجثث لأشخاص قتلتهم الشرطة في محطة دايجو. جمعت اليساريون العمال بسرعة. وهاجم أفراد من الحزب الشيوعي الكوري 22 قسم شرطة ومكاتب مدنية في مقاطعة جيونجسانج الشمالية.
ردت الحكومة العسكرية الأمريكية بعدة طرق؛ إذ قامت بتعبئة قوات فض الشغب والشرطة والجماعات الشبابية اليمينية، وأرسلت دبابات وقوات أمريكية وأُعلن الحكم العرفي، ونجحت في إخماد الانتفاضة. أدت هذه الأحداث لمقتل 38 شرطيًّا و163 موظفًا في الحكومة و73 مدنيًّا.
عُدت هزيمة الانتفاضة نقطة تحول في مسار فرض السلطة السياسية على كوريا إذ أُضعفت اللجان الشعبية والمجلس الوطني لاتحادات عمال كوريا.
في 2010، قدمت مفوضية الحقيقة والتصالح عملها حول الأحداث، حيث اقترحت على الحكومة تعويض أسر 60 ضحية، وكان هناك حوالي 7500 شخص عانوا خلال هذه الأحداث. بعض الضحايا اعتقلوا وتعرضوا للتعذيب، ثم قامت قوات الشرطة والجماعات اليمينية بمصادرة أو الإضرار بمنازل وممتلكات تعود لهؤلاء الضحايا.

## استشهادات
1. 1 2 3  "[Editorial] We must properly understand and define the 1946 Daegu uprising". Hankyoreh. 22 يناير 2013. مؤرشف من الأصل في 2018-11-26. اطلع عليه بتاريخ 2013-04-16.
2. 1 2 3 4 5 6  "Special Project - Having an Accurate Understanding of Korea's Modern History". Pyungkangcheil Church. مؤرشف من الأصل في 2017-09-30. اطلع عليه بتاريخ 2013-04-18.
3. ↑  Haggard، Stephan (1990). Pathways From The Periphery: The Politics Of Growth In The Newly Industrializing Countries. Cornell University Press. ص. 53.
4. ↑  Deyo، Frederic C. (1987). The Political economy of the new Asian industrialism. Cornell University Press. ص. 172.